# 芷江戰鬥
芷江戰鬥發生於1924年8月6日，地點則是在中國湘西。是北洋政府時期內戰之一，交戰原因是湘軍內鬨的持續戰鬥之一，兩方為湘軍葉開鑫部及湘軍蔡鉅猷部。戰鬥末了，聯合川軍的蔡鉅猷仍無法獲得勝利。